# سیارک ۲۴۰۳۸۱
سیارک ۲۴۰۳۸۱ (به انگلیسی: 240381 Emilchyne، نامگذاری:2003SB317)۲۴۰۳۸۱مین سیارک کشف شده‌است که در ۲۹ سپتامبر ۲۰۰۳ کشف شد.